# Hietakalla (ö i Norra Österbotten, Oulunkaari, lat 65,37, long 25,24)
Hietakalla är en ö i Finland. Den ligger i Bottenviken och i kommunen Ijo i den ekonomiska regionen  Oulunkaari i landskapet Norra Österbotten, i den norra delen av landet. Ön ligger omkring 42 kilometer norr om Uleåborg och omkring 580 kilometer norr om Helsingfors.
Öns area är 2,8 hektar och dess största längd är 320 meter i öst-västlig riktning.